# Bada (chanteuse)
Dans ce nom coréen, le nom de famille, Choi, précède le nom personnel.
Pour les articles homonymes, voir Bada (homonymie).
Choi Sung-hee (hangul: 최성희), plus connue sous son nom de scène, Bada (hangul: 바다), née le 28 février 1980 à Bucheon, est une chanteuse et actrice sud-coréenne, ancien leader du girl group SES.
Son nom de scène « Bada » se traduit du coréen en français, « Mer ».

## Biographie

### Jeunesse et études
Choi Sung-hee est la fille du chanteur de pansori Choi Sae-wol. Sa mère Jo Bok-sun est décédée d'un cancer du poumon en février 2011. Elle a également une sœur et un frère, Choi Sung-wook, plus âgés. En 1993, après que l'entreprise de son père fasse faillite, elle a vécu dans une maison-conteneur fournie par une église catholique locale jusqu'au début de sa carrière musicale dans le groupe des SES en 1997. La sœur de Choi Sung-hee a renoncé à ses études au collège pour s'occuper d'elle et Choi Sung-hee sera prise de remords. Quand elle a intégré le groupe SES, elle étudiait l'art dramatique à Anyang High School of Arts. Plus tard, elle a fait ses études à l'université Dankook et a étudié le théâtre.

### Carrière musicale

#### 1997–2002: S.E.S.

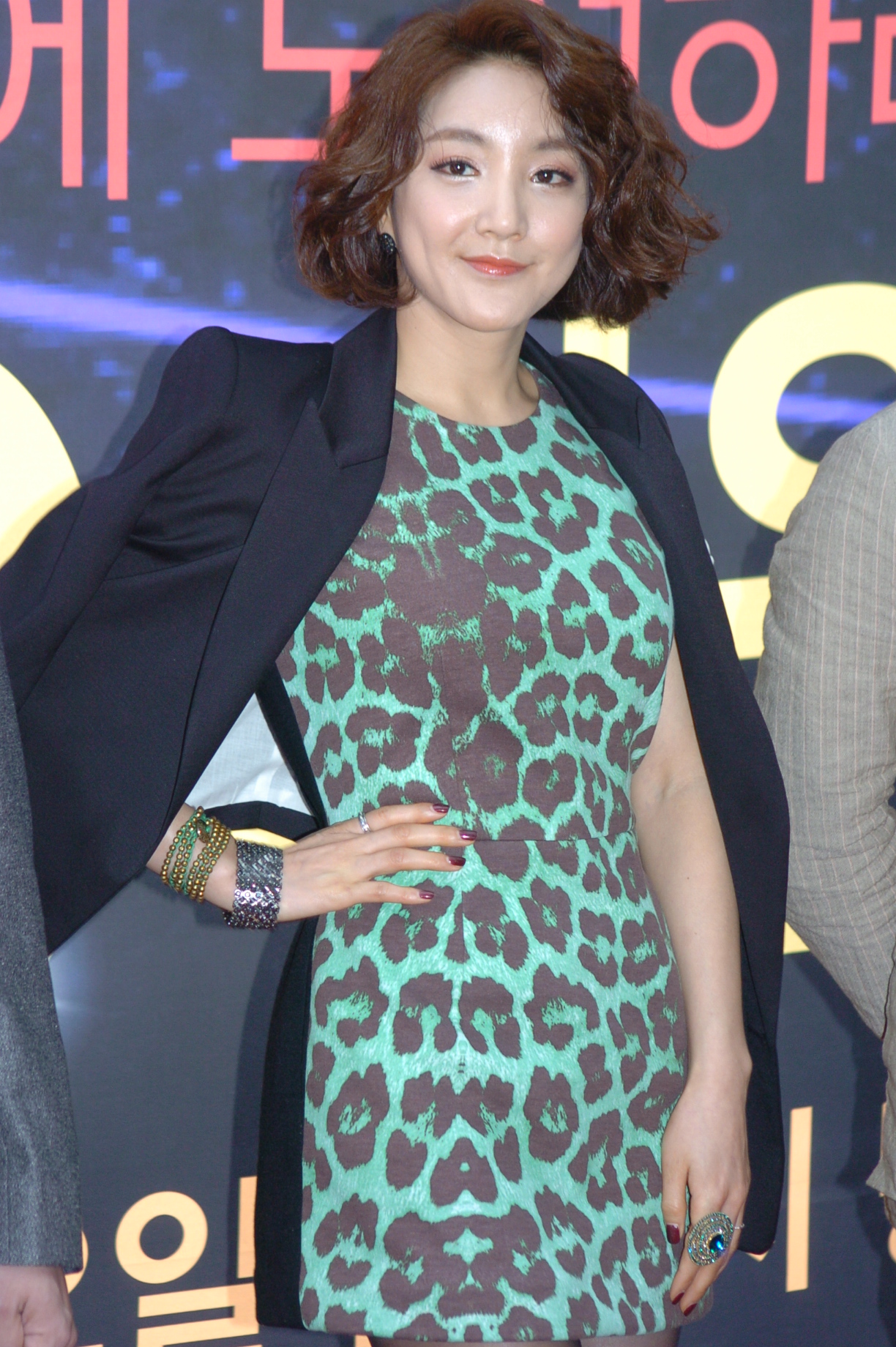
Bada en mars 2012.

Bada a été repéré par Lee Soo-man, fondateur de l'agence SM Entertainment lorsque ce dernier était présent lorsqu'elle a chanté pour le festival annuel de son école et lui a demandé de la former en tant que chanteuse de pop. Bien qu'elle ne savait pas exactement ce qu'elle voulait faire, elle a pris l'offre parce que la compagnie SM Entertainment a promis de lui fournir un living et de payer ses frais de scolarité universitaire. 
Alors qu'elle, Shoo et Eugene avaient déjà été confirmées parmi les 8 dernières candidates, Lee Soo-man a finalement suivi l’avis de Bada pour que le groupe ne reste qu’un trio. Leur profil correspondait aux ambitions de Lee Soo-man puisque Bada était coréenne et que Shoo et Eugene pouvaient mettre à profit leurs années passées à Guam et au Japon pour toucher un public anglophone et japonais. Elle débute dans le girl group SES avec Shoo et Eugene en faisant leurs apparitions dans l'émission musicale 100% Charge et devient le leader et la chanteuse principale des SES.
En 1997, le groupe sort son premier album et commence sa promotion en novembre. Leurs deux premiers singles I'm Your Girl en collaboration avec Eric Mun et Andy Lee et Oh ! My love deviennent des grands succès en Corée. En 1998, le groupe sort son second album Sea, Eugene & Shoo avec deux singles à succès Dream come true et 너를 사랑해 (I Love You). Elles sortent après un album en japonais intitulé Meguriau Sekai mais les ventes de cet album furent décevants. En 2002, le groupe sort leur cinquième album Choose My Life-U et sort après leur dernier album Friend. En décembre, après cet album, SM Entertainment annonce officiellement la séparation du groupe.  À l’époque, plusieurs rumeurs avaient été évoquées sur cette décision, notamment en rejetant la faute sur Eugene disant qu’elle ne souhaitait pas renouveler son contrat avec l’agence pour se consacrer à une carrière d’actrice.  Néanmoins, les trois membres du groupe ont toujours offert la même explication au cours de différentes interviews. Elle et Eugene se consacrent à leur carrière solo. Shoo les suit seulement en 2006 mais ne se lance pas dans une carrière solo mais joue dans des comédies musicales.
En 2014, elle fait un retour particulier avec Shoo dans l'épisode 410 de l'émission Infinite Challenge où elles chantent deux chansons I'm Your Girl et I Love You avec Seohyun, membre du girl group Girls' Generation. Eugene n'a pas su les rejoindre en raison de sa grossesse.

#### Solo
Choi Sung-hee quitte le label SM Entertainment et signe avec le label Woongjin Entertainment. En 2003, elle sort son premier album solo A Day of Renew se vendant à 130 000 exemplaires selon la Music Industry Association of Korea. En 2004, elle sort son deuxième album Aurora se vendant à 23 000 exemplaires. En 2009, elle sort son troisième album See the Sea qui présentent les deux groupes de musique coréen Untouchable et 2PM.
Elle collabore pour la chanson City Life de l'album du musicien américain Brian Transeau, A Song Across Wires.

#### Engagement humanitaire
Active pour la protection de l'environnement marin, Bada est nommée ambassadrice des affaires maritimes et de la pêche de 2002 à 2003. En 2007, elle reçoit une nouvelle fois une lettre de nomination venant du ministre des affaires maritimes et de la pêche, Kang Moo-hyun. Elle participe à de nombreux événements et des campagnes publicitaires. Bada tient à promouvoir la ville de Yeosu, en tant que candidate pour accueillir l'Expo 2012 Yeosu Korea.
Autre que la préservation du milieu marin, elle a été élue ambassadrice des services catholiques de Séoul en 2004. L'année suivante, elle soutient la Croix-Rouge pour le 100e anniversaire de l'association et participe au bénévolat pour World Vision en Azerbaïdjan.
Bada devient l'ambassadrice de l'Armée du salut en 2007 et ensuite, ambassadrice de l'Expo 2012 Yeosu Korea,. En 2008, Bada est nommée ambassadrice de la ville de Séoul et du projet « Sauver la côte ouest ».

## Discographie

### Musique de films et de séries télévisées
| Date de sortie | Titre                     | Titre original          | Chansons                       |
| -------------- | ------------------------- | ----------------------- | ------------------------------ |
| 2004           | Sorry, I Love You         | 미안하다 사랑한다       | One Day Has Passed             |
| 2006           | Spring Waltz              | 봄의 왈츠               | Rainbow                        |
| 2006           | Famous Princesses         | 소문난칠공주            | 다시 시작                      |
| 2008           | Notre-Dame de Paris       | 뮤지컬 노트르담 드 파리 | 보헤미안, 새장 속에 갇힌 새    |
| 2008           | I Love You                | 사랑해                  | My destiny (feat. Jo Kyu-chan) |
| 2010           | One Piece: Strong World   | 원피스: 스트롱 월드     | 세상 저 끝까지                 |
| 2010           | King of Baking, Kim Takgu | 제빵왕 김탁구           | The Only One                   |
| 2011           | 200 Pounds Beauty         | 미녀는 괴로워           | Maria                          |
| 2011           | A Thousand Kisses         | 천번의 입맞춤           | Sweet My Love                  |
| 2012           | Glass Mask                | 유리가면                | It Hurts And Hurts             |
| 2013           | Goddess of marriage       | 결혼의 여신             | Stay                           |

## Distinctions
| Année | Récompenses |
| ----- | --- |
| 2004  | - Korean Best Dresser Award 2004 : Artiste féminin |
| 2005  | - Mnet KM Music Video Festival 2005 : Prix spécial du producteur |
| 2006  | - Korean Arts Awards 2006 : Artiste féminin de dance - Korean Fashion World Awards 2006 : L'artiste le mieux habillé - Go News Netizens Entertainment Awards 2006 : Meilleure chanteuse féminine                                      |
| 2007  | - South Korea Model Festival Awards : Chanteuse féminine populaire - Korean Model Awards 2007 : Artiste populaire - Top 10 Common Good Stars (sélectionnée par le gouvernement chinois) - 5e LOREAL COLOUR TROPHY : Prix Diva L'Oreal |
| 2008  | - The Musical Awards 2008 : Actrice féminine populaire - Korea Musical Daesang 2008 : Star populaire - Korea Musical Daesang 2008 : Meilleure actrice pour nouveaux arrivants                                                         |
| 2009  | - The Musical Awards 2009 : Meilleure actrice - Korea Musical Daesang 2009 : Star populaire |